# John Ellis (naturalista)
John Ellis (Irlanda, 1710 – Londra, 15 ottobre 1776) è stato un naturalista, mercante e botanico britannico.

## Biografia
Nel 1733 si stabilisce in London Lane e nel 1753 diviene rappresentante del "Consiglio del lino irlandese". Nella metà del 1750 è membro della "Società di Incoraggiamento Arti, Manifatture e Commercio" fino al 1760.
Il 16 aprile 1752 è ospite di Philip Carteret Webb (1700? - 1770) al quale crea il giardino in Busbridge. Appena due mesi dopo, il 17 giugno 1752 è pubblicata una relazione dei suoi studi sulla fauna e flora marina. Nel 1754 diviene membro della Royal Society e pubblica il suo primo lavoro, un saggio sulla storia naturale dei coralli. In Philosophical Transactions, consegna un totale di 27 contributi botanici e zoologici.
Nella prima metà del 1754 sposa Ellis, la prima figlia Martha nasce il 27 dicembre del 1754. Il 6 maggio 1758 nascono due gemelle, Maria ed Elisabetta, la moglie muore nel 1758.
Col suo socio James Fivey nel gennaio 1760 dichiara fallimento.
John Ellis coltiva intense relazioni con le colonie britanniche in Nord America. Fa conoscere il rabarbaro e il tè e suggerisce di introdurre nel 1758, premi per l'introduzione di piante in Georgia, Nord Carolina e Sud Carolina. Nel 1763 riceve il sostegno di Henry Ellis e Lord Robert Henley (1708 - 1772) ed è nominato "Agente Reale" per la Florida. In questa posizione gestisce da Londra, le risorse finanziarie previste dalla Corona per mantenere il governo coloniale. Dopo il suo fallimento nel 1760 è sostenuto finanziariamente e si dedica ai suoi studi scientifici. Nel 1770 con la nomina di "Agente Coloniale" per l'isola caraibica di Dominica si trasferisce oltreoceano.
Gravemente malato nel marzo 1771 la sua salute si deteriora sempre di più. Nel 1774 è appena in grado di tornare in patria e si trasferisce a Hampstead dove muore il 15 di ottobre 1776.
Stephen Hales e Carl von Linné influenzano i suoi studi. La sua ricerca su piante e animali marini sono caratterizzati dall'uso del microscopio.
Insieme a Charles Brooking (1723 - 1759) visita nel mese di agosto 1752 l'isola di Sheppey e con l'aiuto di un microscopio ad acqua, che in seguito diviene noto come "microscopio acqua Ellisches", costruito da John Cuff (1708 - 1772), esamina i coralli. Due anni più tardi coadiuvato da Georg Dionysius Ehret e Helm Luminoso in Sussex nel 1755, sulla base di questi studi, pubblica la sua prima opera Corallines.
Negli anni successivi compie studi sulle spugne, i Pelmatozoi o gigli di mare e gli ottocoralli pennatulacei o penne di mare. Nel 1765 ha descritto in On the Nature and Formation of Sponges le somiglianze tra spugne e coralli Alcyonium digitatum, che lo convinsero che le spugne sono animali.

Nel 1768 per i suoi contributi sulla natura animale degli zoofiti, da John Pringle è segnalato per la descrizione dell'anemone di mare dei Caraibi Actinia sociata  e premiato con la medaglia Copley (da John Singleton Copley). Descritta come una specie distinta, è identificata come una colonia di polipi. Con le osservazioni al microscopio effettuate e le analisi chimiche eseguite, supportati dai riscontri di Daniel Carlsson Solander e Peter Woulfe provò che i coralli sono animali e non come Giobbe Baster e Peter Simon Pallas rivendicavano piante con le loro argomentazioni.

Nel frattempo, pubblica la descrizione del parassita Dactylopius coccus insieme a John Hunter, segue la descrizione con Alexander Garden dell'animale acquatico Siren lacertina scoperto nel sud Carolina, appartenente alla famiglia delle salamandre acquatiche (Sirenidae).

Poco prima della sua morte nel 1775 dimostra che i coralli molli del genere Gorgonia appartengono al regno animale e non a quello vegetale come la scienza aveva fino allora sostenuto. La pubblicazione del lavoro che aveva cominciato sullo studio sui zoofiti venne condotto a termine dalla figlia Martha, grazie al sostegno finanziario di John Fothergill e poi da Joseph Banks con l'assistenza tassonomica di Daniel Carlsson Solander, postumo nel 1776 dal titolo Natural History of Many Curious and Uncommon Zoophytes, Collected by the late John Ellis, ....
I contributi botanici di John Ellis non sono così ampi e dettagliati come i suoi servizi zoologici. Nel 1761 descrive per la prima volta due generi di pianta: Gardenia e Halesia. Nel 1767/68 su richiesta di Linneo studia le spore dei funghi al microscopio. Nel 1768 pubblica la prima descrizione della pianta carnivora Dionaea muscipula, la prima parte della sua monografia per il trasporto sicuro di semi e piante dalle Indie Orientali Directions for bringing over seeds and plants, from the East Indies.

Nel 1770 segue la descrizione dell'anice della Florida (Illicium floridanum) e nel 1771 la descrizione del genere Gordonia con la specie Gordonia lasianthus, appartenente alla famiglia delle camelie (Theaceae). Infine la storia del caffè nel suo ultimo lavoro Historical Account of Coffee (1774).

## Opere
- John Ellis, On the Nature and Formation of Sponges,   Sulla natura e formazione delle spugne, Monografia, 1765.
- John Ellis, Directions for bringing over seeds and plants, from the East Indies,   Istruzioni per portare semi e piante dalle Indie Orientali, Monografia, 1770.
- (EN) John Ellis, Directions for bringing over seeds and plants, from the East Indies and other distant countries, in a state of vegetation, London, Lockier Davis, 1770.
- John Ellis, Historical Account of Coffee,   Trattato storico del Caffè: cultura e uso, dalla dieta al commercio, 1774.
- (EN) John Ellis, Historical account of coffee, London, Edward Dilly & Charles Dilly, 1774.
- John Ellis, Daniel Carlsson Solander, The Natural History of Many Curious and Uncommon Zoophytes, Collected by the late John Ellis,   Storia Naturale di rari e curiosi zoofiti, raccolta postuma di John Ellis, 1786, Pubblicazione postuma.